# Клімат Тибету
Для Тибету характерна велика різниця в кліматі різних районів, унікальні явища природи, пов'язані з дією вітру, хмар, дощу, інею і туману, а також надзвичайно чудові сходи й заходи сонця.
Особливий клімат Тибету обумовлений особливостями його рельєфу та атмосферної циркуляції. Загальною тенденцією є сухий, холодний клімат в північно-західній частині краю і вологий та теплий в південно-східній його частині. Крім того, дає про себе знати закономірність в зміні кліматичних поясів згідно з висотою рельєфу.
Головними особливостями тибетського клімату є розрідженість повітря, знижений атмосферний тиск, знижений вміст в атмосфері кисню, низька запиленість і вологість повітря. Повітря дуже чисте і розріджене, для атмосфери характерна висока проникність для радіації і сонячних променів.
У Лхасі (3650 м) щільність атмосфери дорівнює 810 грам на один кубометр. Якщо на рівнині вміст кисню становить 250—260 грам, то у високогірних районах Тибету цей показник дорівнює лише 150—170 грамам, тобто 62-65 % від рівнинного.
Тибет — район, який не знає собі рівних в світі за інтенсивністю сонячної радіації. У Лхасі на кожен квадратний метр території припадає 2 мільйони кілокалорій сонячної енергії в рік. У році нараховується понад 3000 годин сонячного сяйва.
Інтенсивність ультрафіолетового опромінення, у порівнянні з інтенсивністю на рівнині, сильніше вдвічі. Тому в Тибеті майже відсутні багато хвороботворних бактерій, у тибетців майже не буває шкірних захворювань і зараження при травмах.
Середня температура повітря в Тибеті нижча в порівнянні з рівнинними районами, що лежать на тій же широті. Різниця температур в різні сезони року невелика. Але в Тибеті спостерігаються значні добові коливання температури. У Лхасі і Шигацзе різниця між температурою найспекотнішого місяця і середньорічною температурою нижча в порівнянні з розташованими на тій же широті Чунціном і Шанхаєм на 10-15 градусів. А середня величина добових коливань температури становить 12-17 градусів. У районах Нгарі і Нагчу в серпні денна температура повітря досягає 10 градусів, а вночі падає настільки, так що за ніч водойми покриваються кригою. У червні в Лхасі і Шигацзе опівдні максимальна температура сягає 27-30 градусів, на вулиці відчувається справжня літня спека. Але до вечора температура знижується так, що виникає відчуття осінньої прохолоди, а опівночі температура може впасти до 0 градусів. Наступного ранку зі сходом сонця знову стає тепло, як навесні. У Північному Тибеті середньорічна температура близько нуля градусів, і там розрізняють лише два сезони: холодний і дуже холодний.
Дощовий сезон починається в різних місцях в різний час, але розмежування між сухим і дощовим сезонами вельми виразне. Причому для Тибету характерне випадання дощу переважно в нічний час. Річна кількість опадів в найбільш низькорозташованих районах Південно-Східного Тибету (округ Ньїнгчі) становить 5000 мм, у міру просування на північний захід вона поступово зменшується і, нарешті, доходить до 50 мм (північ Нагчу). В період з жовтня по квітень випадає 10-20 % річної кількості опадів, в травні настає дощовий сезон, який триває до вересня. В цей час випадає 90 % річної кількості опадів.
Найкращою, з точки зору туристичної поїздки порою року в Тибеті вважаються місяці з березня по жовтень, а найсприятливішим часом — період з червня по вересень, коли денна температура коливається в межах 8-18 градусів.

## Середньорічна температура Тибету
| район              | широта   | Висота над рівнем моря, м. | Річна Т ° | Т ° січня | Т ° липня |
| ------------------ | -------- | -------------------------- | --------- | --------- | --------- |
| Лхаса              | 29 ° 42` | 3650                       | 7,5       | -2,2      | 15        |
| Дамшунг (Лхаса)    | 30 ° 29` | 4200                       | 1,3       | -9,9      | 10,8      |
| Нагчу              | 31 ° 29` | 4507                       | -1,9      | -13,9     | 9         |
| Чамдо              | 31 ° 11` | 3204                       | 7,6       | -2,5      | 16,3      |
| Ньїнгчі            | 29 ° 34` | 3000                       | 8,6       | 0         | 15,6      |
| Бово               | 29 ° 52` | 2750                       | 8,5       | 0         | 16,5      |
| Цзаю               | 28 ° 39` | 2327                       | 11,8      | -4        | 19        |
| Шигацзе            | 29 ° 13` | 3836                       | 6,3       | -3,8      | 14,5      |
| Г'янгцзе (Шигацзе) | 28 ° 55` | 4040                       | 4,7       | -5        | 12,8      |
| Тінгрі             | 28 ° 38` | 4300                       | 0,7       | -11       | 11        |
| Амдо               | 32 ° 21` | 4800                       | -3,0      | -15       | 8         |